# یان ولاساک
یان ولاساک (چکی: Jan Vlasák؛ زادهٔ ۳ فوریهٔ ۱۹۴۳) بازیگر اهل جمهوری چک است.
از فیلم‌ها یا برنامه‌های تلویزیونی که وی در آن نقش داشته‌است، می‌توان به سه شهریار، ساختمان پزشکان در باغ رز و باتوری اشاره کرد.